# بیلی برترام
بیلی برترام (انگلیسی: Billy Bertram؛ ۳۱ دسامبر ۱۸۹۷ – ۲۷ اکتبر ۱۹۶۲) بازیکن فوتبال بود.